# Hahn (Pfungstadt)
Hahn is een plaats in de Duitse gemeente Pfungstadt, deelstaat Hessen, en telt 2658 inwoners (2007).